# Temognatha coelestis
Temognatha coelestis es una especie de escarabajo del género Temognatha, familia Buprestidae. Fue descrita científicamente por Thomson en 1857.